# Урожайнівська сільська рада (Совєтський район)
Урожа́йнівська сільська́ ра́да — адміністративно-територіальна одиниця та орган місцевого самоврядування в Совєтському районі Автономної Республіки Крим. Адміністративний центр — село Урожайне.

## Загальні відомості
- Населення ради: 1 598 осіб (станом на 2001 рік)

## Населені пункти
Сільській раді підпорядковані населені пункти:
- с. Урожайне
- с. Присивашне

## Склад ради
Рада складається з 16 депутатів та голови.
- Голова ради: Калиновський В'Ячеслав Анатолійович
- Секретар ради: Аджиалієва Вікторія Валеріївна

### Керівний склад попередніх скликань
| Прізвище, ім'я, по батькові         | Основні відомості                                                         | Дата обрання | Дата звільнення |
| ----------------------------------- | ------------------------------------------------------------------------- | ------------ | --------------- |
| Новлянська Людмила Станіславівна    | Сільський голова, 1967 року народження                                    | 26.03.2006   | 31.10.2010      |
| Калиновський В'Ячеслав Анатолійович | Сільський голова, 1958 року народження, освіта вища, член Партії регіонів | 31.10.2010   |                 |

Примітка: таблиця складена за даними сайту Верховної Ради України

### Депутати
За результатами місцевих виборів 2010 року депутатами ради стали:

#### За суб'єктами висування
| Суб'єкт висування | Кількість обраних депутатів | %    |
| ----------------- | --------------------------- | ---- |
| Партія регіонів   | 14                          | 87,5 |
| Самовисування     | 2                           | 12,5 |

#### За округами
| № округу        | Прізвище, ім'я, по батькові     | Дата визнання обраним | Освіта             | Партійна приналежність | Відомості про обраного депутата                      |
| --------------- | ------------------------------- | --------------------- | ------------------ | ---------------------- | ---------------------------------------------------- |
| Партія регіонів |                                 |                       |                    |                        |                                                      |
| 1               | Кривушко Любов Борисівна        | 01.11.2010            | середня            | член Партії регіонів   | Урожайнівська сільська рада, тех. працівник          |
| 2               | Антіпов Олександр Володимирович | 01.11.2010            | середня            | позапартійний          | тимчасово не працює                                  |
| 3               | Афанасьєва Ганна Вікторівна     | 01.11.2010            | вища               | член Партії регіонів   | Урожайнівська загальноосвітня школа, вчитель         |
| 4               | Софійчук Володимир Степанович   | 01.11.2010            | вища               | член Партії регіонів   | Урожайнівська загальноосвітня школа, вчитель         |
| 5               | Аджиалієва Вікторія Валеріївна  | 01.11.2010            | вища               | член Партії регіонів   | Урожайнівська сільська рада, секретар                |
| 6               | Сальцина Катерина Василівна     | 01.11.2010            | середня            | член Партії регіонів   | Урожайнівська сільська рада, спеціаліст              |
| 7               | Зюзіна Ольга Володимирівна      | 01.11.2010            | середня            | позапартійна           | «Ощадбанк», касир                                    |
| 8               | Репецька Наталя Василівна       | 01.11.2010            | середня            | член Партії регіонів   | пенсіонер                                            |
| 10              | Домашенко Оксана Миколаївна     | 01.11.2010            | вища               | позапартійна           | Урожайнівська загальноосвітня школа, вчитель         |
| 11              | Норгелло Стефаніда Миколаївна   | 01.11.2010            | середня спеціальна | член Партії регіонів   | Урожайнівський «СКГ», директор                       |
| 12              | Різманов Мурат Тамандарович     | 01.11.2010            | середня спеціальна | член Партії регіонів   | пенсіонер                                            |
| 13              | Каліновський Олег Вячеславович  | 01.11.2010            | середня спеціальна | член Партії регіонів   | тимчасово не працює                                  |
| 15              | Костильов Олег Борисович        | 01.11.2010            | середня            | член Партії регіонів   | тимчасово не працює                                  |
| 16              | Кононенко Світлана Григорівна   | 01.11.2010            | вища               | член Партії регіонів   | Урожайнівська сільська рада, секретар                |
| Самовисування   |                                 |                       |                    |                        |                                                      |
| 9               | Пугачова Алла Валентинівна      | 01.11.2010            | середня спеціальна | член Партії регіонів   | Урожайнівська сільська рада, спеціаліст              |
| 14              | Усеїнов Усеїн Куртумерович      | 01.11.2010            | середня спеціальна | позапартійний          | селянське фермерське господарство «Забара», електрик |